# Simpert
Saint Simpert (parfois appelé Simbert ou écrit Sintpert), né vers 750 et mort le 13 octobre 807, fut évêque d'Augsbourg en Bavière, de 778 à sa mort, ainsi qu'évêque de Neubourg-sur-le-Danube, de 789 à 802.

## Histoire
Simpert serait d'origine lorraine ou souabe selon les sources, sans toutefois que son ascendance ne soit connue avec certitude. Proche de Charlemagne, Simpert aurait été désigné en 778 par le monarque pour succéder sur le siège épiscopal d'Augsbourg à saint Tozzo, évêque entre 772 et 778 et ancien moine de l'abbaye bénédictine alsacienne de Murbach. Selon les archives de l'abbaye de Murbach, Simpert fut lui-même abbé de cette puissante abbaye entre 789 et 792, tout en conservant le siège épiscopal d'Augsbourg. À la même époque, Simpert devint également évêque de Neubourg-sur-le-Danube, diocèse créé vers 740 et supprimé en 802. 
Malgré de nombreuses incertitudes sur sa vie et ses origines, Simpert fut un homme illustre et influent. Il est canonisé le 6 janvier 1468 par le pape Nicolas IV. 
Sa fête est célébrée le 13 octobre, principalement dans le diocèse d'Augsbourg (il est patron secondaire du diocèse depuis 1622), et le 12 octobre dans l'archidiocèse de Strasbourg.